# The Brodsky Quartet
The Brodsky Quartet är en brittisk stråkkvartett, bildad 1972. Kvartetten framför bland annat den klassiska stråkkvartettrepertoaren av Haydn, Beethoven, Schubert, Bartok och Sjostakovitj, men har kanske blivit ännu mer uppmärksammad för sina samarbeten med rock- och popartister som Elvis Costello, Paul McCartney och Björk.

## Medlemmar
Nuvarande medlemmar
- Jacqueline Thomas – cello (1972 –)
- Ian Belton – violin (1972 –)
- Paul Cassidy – viola (1982–)
- Daniel Rowland – violin (2007–)

Tidigare medlemmar
- Michael Thomas – violin (1972–1999)
- Alexander Robertson – viola (1972–1982)
- Andrew Haveron – violin (1999–2007)